# محمد بقطاش باشا
محمد بقطاش هو داي الجزائر الذي حكم لبضع سنوات من فبراير 1707 إلى مارس 1710. خلفا للداي حسين خوجة.